# Miguel Ángel Villanueva
Miguel Ángel Villanueva González (Fuente el Fresno, 6 de septiembre de 1967) es un político español del Partido Popular.

## Biografía

### Primeros años
Nacido en Fuente el Fresno (provincia de Ciudad Real) el 6 de septiembre de 1967; estudió bachillerato como alumno interno del colegio Nuestra Señora del Prado de Ciudad Real, de la Compañía de María; se licenció en derecho en la Universidad Complutense de Madrid (UCM). Vicesecretario general de Nuevas Generaciones del Partido Popular, obtuvo su primer cargo público al ser elegido diputado de la iv legislatura de la Asamblea de Madrid dentro de la candidatura del Partido Popular (PP) en las elecciones autonómicas de 1995. Durante la v legislatura, entre 2000 y 2003, desempeñó la portavocía de su grupo parlamentario en el parlamento regional.

### Senador, viceconsejero y concejal
En 2003 pasó a ser senador por designación de la Asamblea de Madrid, puesto que abandonó para incorporarse como viceconsejero de Presidencia en la administración autonómica presidida por Esperanza Aguirre. En 2004 pasó al Ayuntamiento de Madrid, al nombrarle Alberto Ruiz-Gallardón consejero delegado del Área de Economía y Participación Ciudadana. Elegido concejal del Ayuntamiento de Madrid en las municipales de 2007 ejerció de delegado del Área de Gobierno de Economía, Empleo y Participación Ciudadana entre 2007 y 2011. Fue reelegido concejal en las municipales de 2011.

### Vicealcalde
El 30 de diciembre de 2011, la alcaldesa Ana Botella le nombra Vicealcalde de Madrid y portavoz del Gobierno de la ciudad, tras la renuncia de Manuel Cobo. Mantuvo las competencias en materia de turismo que tenía como concejal. Tras el accidente en el Madrid Arena de noviembre de 2012, se vio forzado a dimitir como vicealcalde el 9 de enero de 2013, fecha en la que renunció también a su acta de concejal, siéndole aceptada esta renuncia en un Pleno Municipal extraordinario el 14 de enero de 2013.

### Funciones actuales
Tras abandonar la vida pública se incorporó a la Fundación LEGÁLITAS como Director de Relaciones Institucionales y a ACENTO como Senior Adviser.